# San Lucas, Michoacán de Ocampo
San Lucas är en kommunhuvudort i Mexiko.   Den ligger i kommunen San Lucas och delstaten Michoacán de Ocampo, i den södra delen av landet, 200 km sydväst om huvudstaden Mexico City. San Lucas ligger 311 meter över havet och antalet invånare är 3 249.
Terrängen runt San Lucas är kuperad åt nordost, men åt sydväst är den platt. Runt San Lucas är det ganska tätbefolkat, med 52 invånare per kvadratkilometer. Närmaste större samhälle är Huetamo de Núñez, 12,5 km väster om San Lucas. I omgivningarna runt San Lucas växer huvudsakligen savannskog.